# Ecologia aplicada
A ecologia aplicada é o estudo de ecossistemas florestais, que vem buscando diminuir os impactos ambientais causado pela ação do homem sobre ele. Seu objetivo é preservação da fauna e da flora, com o meio de administra reservas e parque florestais.
A biodiversidade ou diversidade biológica  é a riqueza de espécies que habitam em uma determinada área, sejam essas espécies de plantas, animais, fungos e outras formas de vida.

## Ecologia aplicada e gestão da biodiversidade
As questões ambientais nas últimas décadas tem sido alvo de muita preocupação, uma vez que os agravos e desgastes ambientais como o desmatamento, a poluição atmosférica, a poluição dos rios e mares e a contaminação do solo, tem se intensificado causado um colapso no equilíbrio da natureza, fatores provocados pelas ações antrópicas, principalmente pela industrialização, pelo capitalismo e pelo consumismo. Isto faz com que passemos a refletir numa perspectiva em busca de soluções urgentes, promovendo um desenvolvimento sustentável e para o equilíbrio natural dos ecossistemas do planeta.
Para que haja novas soluções, é necessário a conscientização humana no que diz respeito sobre a preservação ambiental, e investigar interpretativamente a complexidade dos ecossistemas. Dessa maneira a ecologia, ciência multidisciplinar por englobar a Biologia, a Física, a Química, as Ciências Sociais e Econômicas, e que está relacionada ao estudo ou investigação do meio ambiente e dos seres vivos e suas interações com o meio ambiente, traz fundamentos que ajudam na compreensão da estrutura e função da natureza.

## Estudo da Ecologia
• Autoecologia – estudo das espécies de maneira individual, sua adaptação, reação a fatores bióticos e abióticos do meio;
• Ecologia descritiva – estudo que relaciona, descreve e classifica os tipos de interações dos vegetais e animais que estabelecem entre eles;
• Ecologia de populações – estuda as relações e variações das populações; 
• Sinecologia – este estudo refere-se as comunidades biológicas de uma determinada região;
• Ecologia vegetal ou fitoecologia – está relacionado especificamente as inter-relações entre os vegetais e o meio;
• Ecologia animal – tem como finalidade o estudo de grupos de animais de determinada localidade e as relações que estabelecem entre si e o meio em que vive;
• Ecologia ecossistêmica – estudo direcionado aos ecossistemas tanto em grupo como individualmente, estabelecidos da biosfera;
• Ecologia urbana – recente área de estudo voltada ao entendimento dos sistemas naturais que engloba o ambiente urbano, como as plantas, animais, seres humanos efeitos da poluição e da urbanização.

## Importância da Ecologia para a Humanidade
A ecologia é uma ciência fundamental para a compreensão do funcionamento da natureza, numa perspectiva de entender o equilíbrio entre os ecossistemas e os efeitos do desequilíbrio para a humanidade, visualizando uma possibilidade que conceda a valorização do meio ambiente. Podemos utilizar como exemplo as formigas, espécie de insetos tidos também como animais, que vivem em colônias ou grupos. Servem de alimentos para outras espécies de animais, como por exemplo os tamanduás, são responsáveis pela dispersão de sementes, que estendem variedades de plantas na natureza, promovem a aeração e introduzem nutrientes ajudando a reciclar o solo, além de serem predadoras de outras espécies de insetos. Sem as formigas haveria um desequilíbrio da natureza, que condenaria a biodiversidade. Dessa maneira notamos quanto elas são indispensáveis a sobrevivência humana. Esse exemplo foi utilizado para que seja compreendido a importância do aprofundamento ao que se refere a ecologia, pois a existência das formigas na natureza deixa claro as oito ramificações citadas acima, sobre a ciência que busca compreender e fazer com que seja compreendido as interações dos seres vivos com o meio ambiente.